# Federação de Basquetebol da República Sérvia
A Federação de Basquetebol da República Sérvia (em sérvio: Кошаркашки савез Републике Српске, Košarkaški savez Republike Srpske), conhecida pela sigla KSRS, é uma federação de basquetebol que organiza torneios de clubes de basquetebol, gere clubes de basquetebol e desenvolve o basquetebol na República Sérvia. Coopera com o Ministério da Família, Juventude e Esporte da República Sérvia. A Federação foi fundada em 1992 e tem sede em Banja Luka. É membro pleno da União Desportiva da República Sérvia e coopera com a Federação Sérvia de Basquetebol.
A Primeira Liga da República Sérvia é a segunda competição de basquetebol da Bósnia e Herzegovina, depois da Primeira Liga da Bósnia e Herzegovina.

## Torneios
A Federação de Basquete da República Sérvia organiza competições de basquete no território.
- Taça de Basquetebol da República Sérvia
- Meridianbet Primeira Liga Masculina de Basquetebol da República Sérvia[3][4]
- Meridianbet Primeira Liga Feminina de Basquetebol da República Sérvia
- Segunda Liga Masculina de Basquete da República Sérvia (Grupo "Oeste")
- Segunda Liga Masculina de Basquete da República Sérvia (Grupo "Leste")
- Segunda Liga Masculina de Basquete da República Sérvia (Grupo "Centro")
- Mini liga

## Organização
A gestão da federação está subordinada a quatro comitês de basquete (por região):
- Banja Luka
- Bijeljina e Bratunac
- Romanija - Herzegovina e Bileća
- Doboj e Modriča